# Edward Hudson (cầu thủ bóng đá)
Edward Kearney Hudson (tháng 1 năm 1887 - tháng 1 năm 1945) là một cầu thủ bóng đá người Anh. Ông thường thi đấu ở vị trí hậu vệ biên. Ông sinh ra ở Bolton, thi đấu cho Manchester United, Walkden Central, và Stockport County.